# République socialiste soviétique de Tauride
Ne doit pas être confondu avec Gouvernement de Tauride.
1918–1918
Entités précédentes :
- République populaire de Crimée

Entités suivantes :
- Gouvernement régional criméen

La république socialiste soviétique de Tauride, en russe Советская Социалистическая Республика Тавриды Sovetskaja Socialističeskaya Respublika Tavridy, en ukrainien Радянська Соціалістична Республіка Тавриди Radjans'ka Socialistyčna Respublika Tavrydy, est un ancien État d'Europe à la durée de vie très courte puisqu'il n'a existé que du 19 mars au 30 avril 1918. Il s'agit de la tentative de création d'une république socialiste soviétique indépendante de celle de Russie dans la péninsule de Crimée et le Sud-Est de l'actuelle Ukraine. Elle naît puis disparaît dans le cadre de la guerre civile russe pour être remplacée par le gouvernement régional criméen, un gouvernement militaire.